# درة برقوقية الرأس

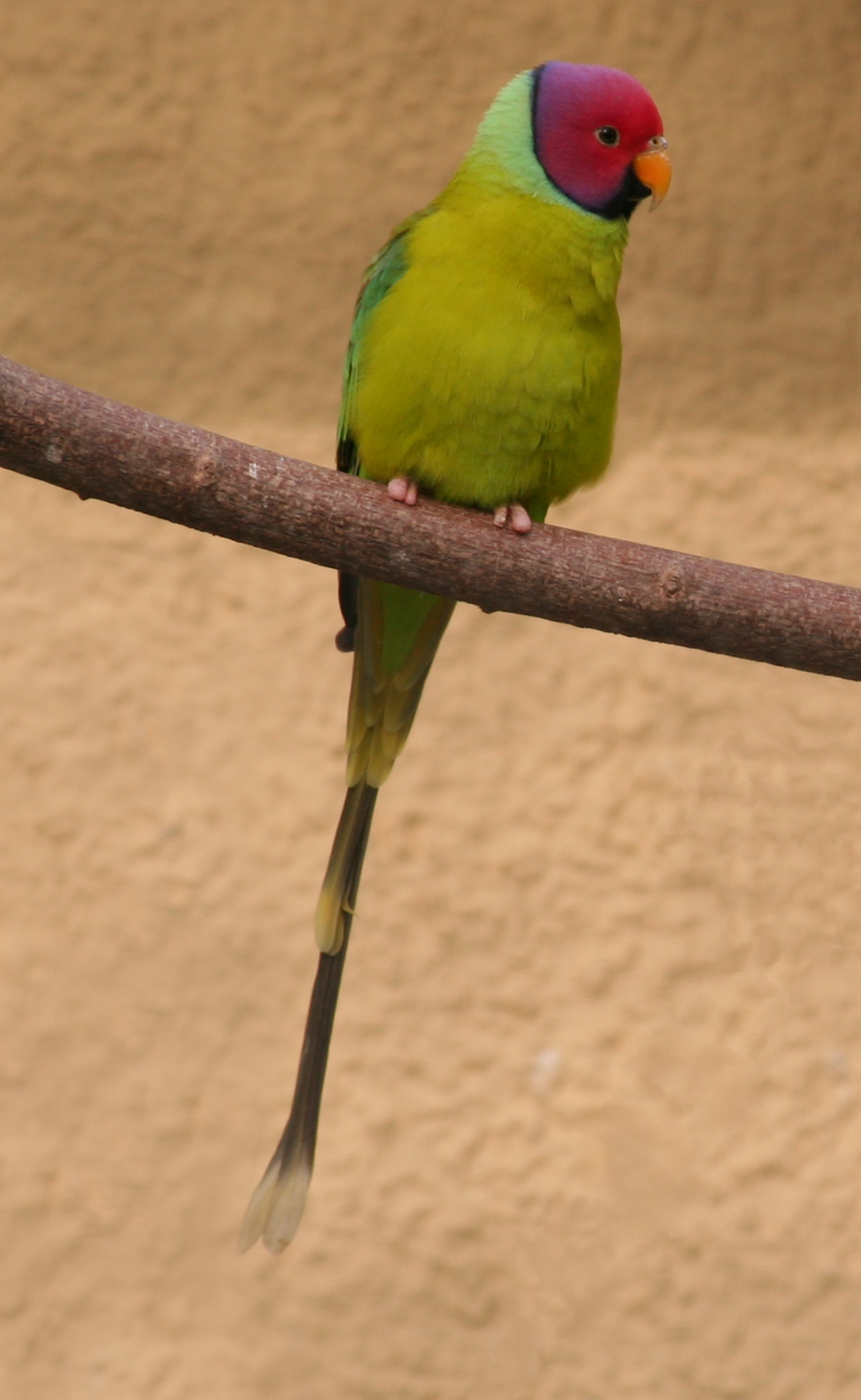

درة برقوقية الرأس (الاسم العلمي: Psittacula cyanocephala) (بالإنجليزية: Plum-headed Parakeet)‏، هو طائر ينتمي إلى فصيلة ببغاوات العالم القديم (الاسم العلمي: Psittaculidae).